# Yonezawa
Yonezawa (Japans: 米沢市, Yonezawa-shi) is een stad in de prefectuur Yamagata in het noorden van Honshu, Japan. De stad heeft een oppervlakte van 548,74 km² en begin 2008 bijna 92.000 inwoners.
De stad is bekend door de lokale delicatessen: appels, karper en rundvlees Yonezawa-Gyū.

## Geschiedenis
Yonezawa werd op 1 april 1889 een stad (shi).
In 1953, 1954 en 1955 zijn respectievelijk 1, 6 en 3 dorpen aan Yonezawa toegevoegd.

## Verkeer
Yonezawa ligt aan de Yamagata-shinkansen, de Ōu-hoofdlijn en aan de Yonesaka-lijn van de East Japan Railway Company.
Yonezawa ligt aan de Tohoku Chuo-snelweg en aan de autowegen 13, 121 en 287.

## Bezienswaardigheden
- Het Kasteel Yonezawa (Yonezawa-jō), ooit bewoond door daimyo Uesugi Harunori (上杉 治憲; 1751 - 1822)
- Yōzan-jinja

## Stedenbanden
Yonezawa heeft een stedenband met
- Taubaté, Brazilië, sinds 28 januari 1974;
- Moses Lake, Verenigde Staten, sinds 1 mei 1981;

## Aangrenzende steden
- Fukushima
- Kitakata

## Geboren in Yonezawa
- Date Masamune (1567-1636, 伊達 政宗, Masamune Date), samurai en daimyo
- Hirata Tosuke (1849-1925, 平田東助, Tosuke Hirata), staatsman
- Yamashita Gentaro (1863-1931, 山下源太郎, Yamashita Gentarō), admiraal van de Japanse Keizerlijke Marine
- Chuichi Nagumo (1887-1944, 南雲 忠一, Nagumo Chūichi), militair, admiraal van de Japanse Keizerlijke Marine gedurende de Tweede Wereldoorlog
- Takehiko Endo (1938-2019, 遠藤 武彦, Endō Takehito), politicus
- Hiroshi Masumura (1952, 増村 博, Masumura Hiroshi), mangaka, animemaker en kunstenaar